# Geely GC2
O GC2 é um automóvel hatch compacto, produzido pela chinesa Geely. Possui motor 1.0 12V, 3 cilindros, 68 cv.